# 27 de outubro
27 de outubro é o 300.º dia do ano no calendário gregoriano (301.º em anos bissextos). Faltam 65 dias para acabar o ano.

## Eventos históricos

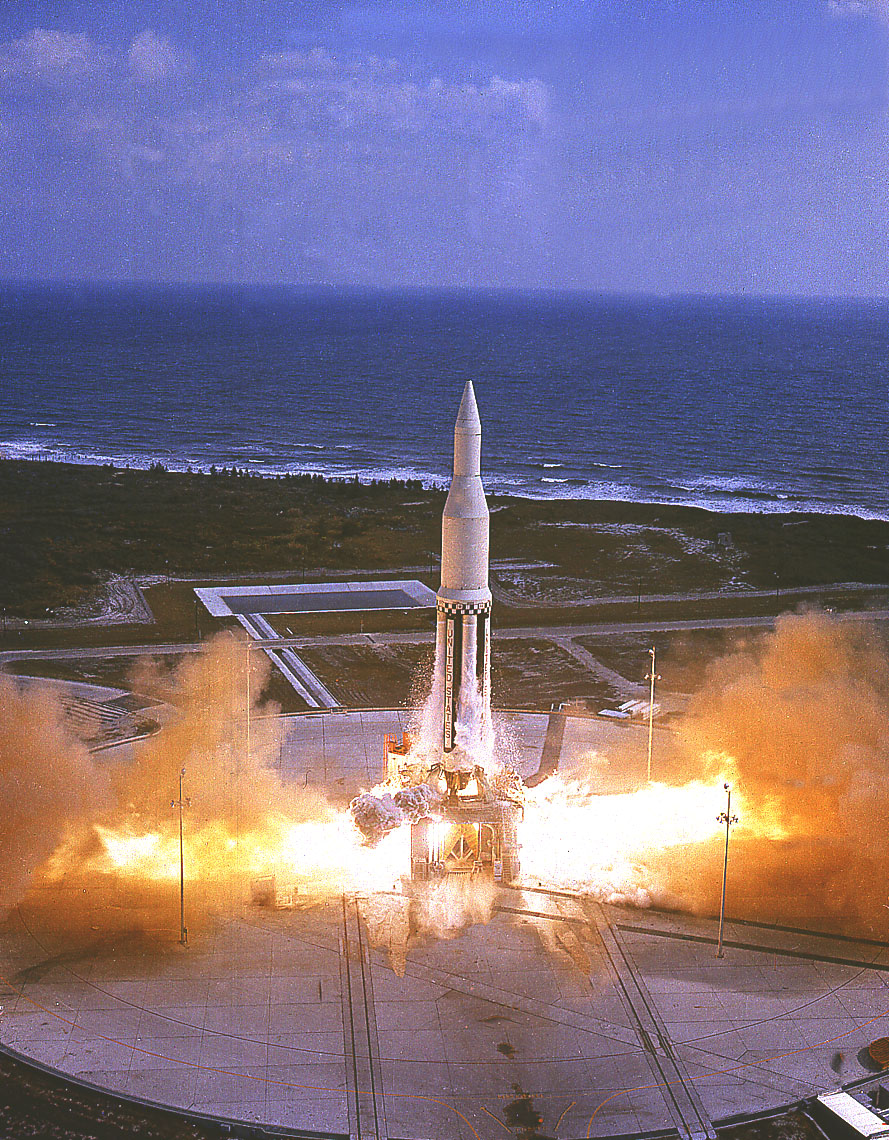
1961: Missão Saturno-Apolo 1

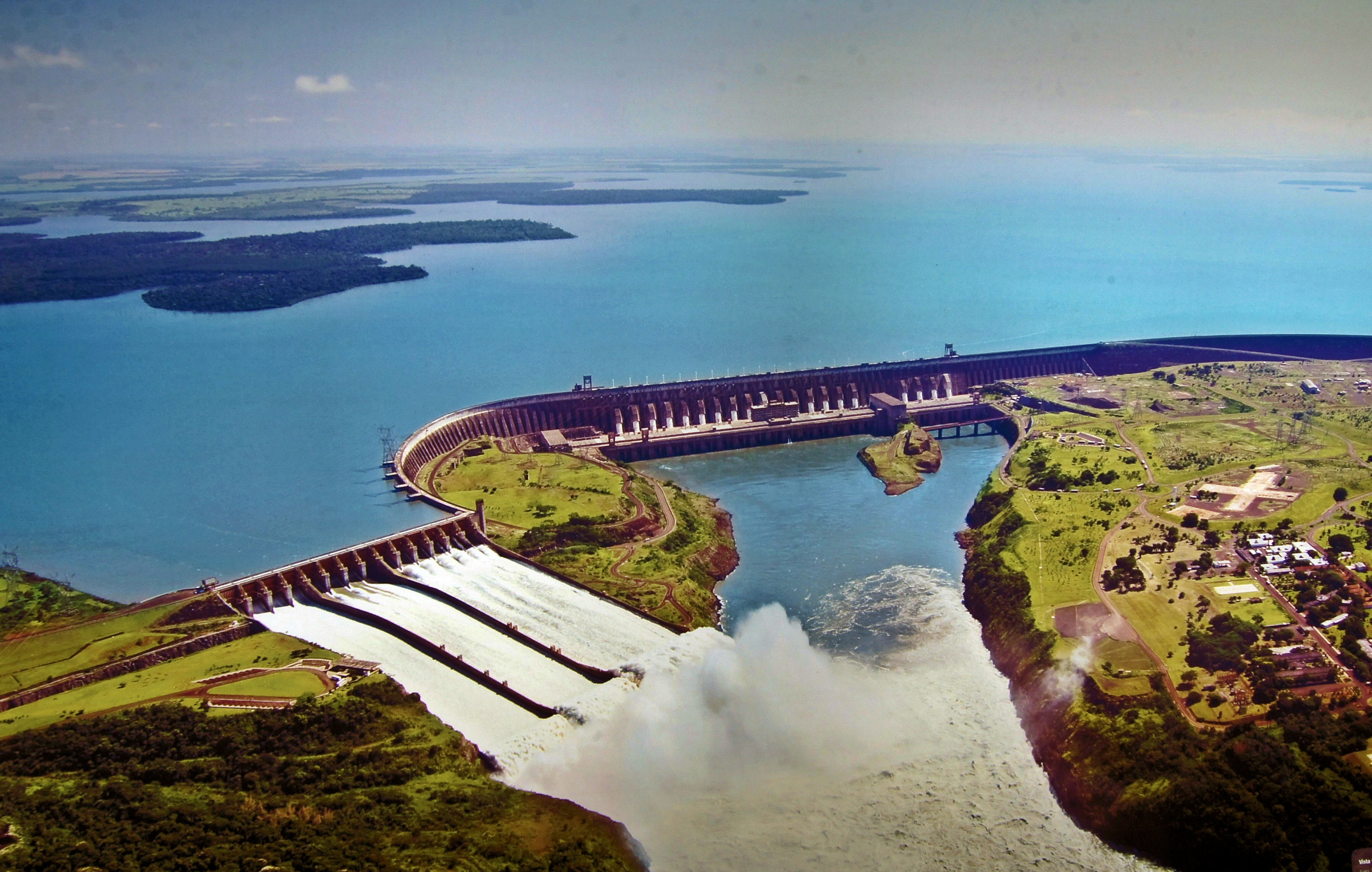
1982: Usina Hidrelétrica de Itaipu

- 0312 — Dizem que Constantino recebeu sua famosa Visão da Cruz.
- 0939 — Etelstano, o primeiro rei de toda a Inglaterra, morre e é sucedido por seu meio-irmão, Edmundo I.
- 1275 — Fundação da cidade de Amsterdã.
- 1524 — Tropas francesas cercam Pavia.
- 1553 — Condenado como herege, Miguel Servet é queimado na fogueira nos arredores de Genebra.
- 1645 — Teodósio de Bragança recebe o título de príncipe do Brasil de seu pai, João IV de Portugal, especialmente em sua honra.
- 1795 — Os Estados Unidos e a Espanha assinam o Tratado de Madri, que estabelece as fronteiras entre as colônias espanholas e os Estados Unidos.
- 1806 — O exército francês entra em Berlim, após a Batalha de Jena–Auerstedt.
- 1807 — Guerra Peninsular: Napoleão assina o Tratado de Fontainebleau com a Espanha.
- 1810 — Os Estados Unidos anexam a antiga colônia espanhola de Flórida Ocidental.
- 1904 — Inauguração do Metropolitano de Nova Iorque.
- 1912 — Inaugurado o Bondinho do Pão de Açúcar no Rio de Janeiro, único totalmente transparente.
- 1922 — Um referendo na Rodésia rejeita a anexação do país à União Sul-Africana.
- 1924 — A República Socialista Soviética Uzbeque é fundado na União Soviética.
- 1930 — As ratificações trocadas em Londres para o primeiro Tratado Naval de Londres entram em vigor imediatamente, limitando ainda mais a cara corrida armamentista naval entre seus cinco signatários.
- 1936 — Wallis Simpson obtém seu divórcio, o que acabaria por permitir que se casasse com o rei Eduardo VIII do Reino Unido, forçando assim sua abdicação do trono.
- 1944 — Segunda Guerra Mundial: as forças alemãs capturam Banská Bystrica encerrando assim a Revolta Nacional Eslovaca.
- 1951 — Primeira utilização da radioterapia num paciente através de uma bomba de cobalto.
- 1958 — Iskander Mirza, o primeiro presidente do Paquistão, é deposto pelo general Ayub Khan, que havia sido apontado como aplicador da lei marcial por Mirza 20 dias antes.
- 1961
  - Mauritânia e Mongólia são admitidos como Estados-membros das Nações Unidas.
  - A NASA testa o primeiro foguete Saturno I na Missão Saturno-Apolo 1.
- 1962
  - Ao recusar concordar com o disparo de um torpedo nuclear contra um navio de guerra americano, Vasili Arkhipov evita a guerra nuclear.
  - O avião que transportava Enrico Mattei, administrador italiano do pós-guerra, cai em circunstâncias misteriosas.
- 1964 — Ronald Reagan faz um discurso em nome do candidato republicano à presidência, Barry Goldwater. O discurso lança sua carreira política e passa a ser conhecido como "Um Tempo para Escolher".
- 1965 — Presidente Castelo Branco decreta o AI-2: estabelecimento de eleições indiretas e cassação dos partidos políticos são suas principais medidas.
- 1967 — O padre católico Philip Berrigan e outros membros do "Baltimore Four" protestam contra a Guerra do Vietnã derramando sangue nos registros do Serviço Seletivo.
- 1971 — A República Democrática do Congo é renomeada para Zaire.
- 1979 — São Vicente e Granadinas obtém sua independência do Reino Unido.
- 1980 — C. A. R. Hoare recebe o Prêmio Turing da ACM por "suas contribuições fundamentais para a definição e o design das linguagens de programação".
- 1982 — Usina Hidrelétrica de Itaipu: águas chegam às comportas do vertedouro.
- 1986 — O governo britânico desregulamenta repentinamente os mercados financeiros, levando a uma reestruturação total da forma como operam no país, em um evento agora conhecido como Big Bang.
- 1988 — Guerra Fria: Ronald Reagan suspende a construção da nova Embaixada dos Estados Unidos em Moscou devido a dispositivos de escuta soviéticos na estrutura do edifício.
- 1991 — O Turquemenistão alcança a independência da União Soviética.
- 1992 — O especialista em telecomunicações da Marinha dos Estados Unidos Allen R. Schindler, Jr. é assassinado pelo companheiro de navio Terry M. Helvey por ser gay, precipitando debates sobre gays nas forças armadas que resultam na política militar americana "Não pergunte, não conte".
- 1997 — A Crise financeira asiática de 1997 causa um colapso na Dow Jones Industrial Average.
- 1999 — Homens armados abrem fogo no parlamento armênio, matando o primeiro-ministro e outras sete pessoas.
- 2017 — Catalunha declara independência da Espanha.
- 2019
  - O fundador e líder do Estado Islâmico do Iraque e do Levante, Abu Bakr al-Baghdadi, morre junto com três crianças ao detonar um colete suicida durante o ataque militar americano a Barisha no noroeste da Síria.
  - Alberto Fernández eleito presidente da Argentina em primeiro turno.[1]

## Nascimentos

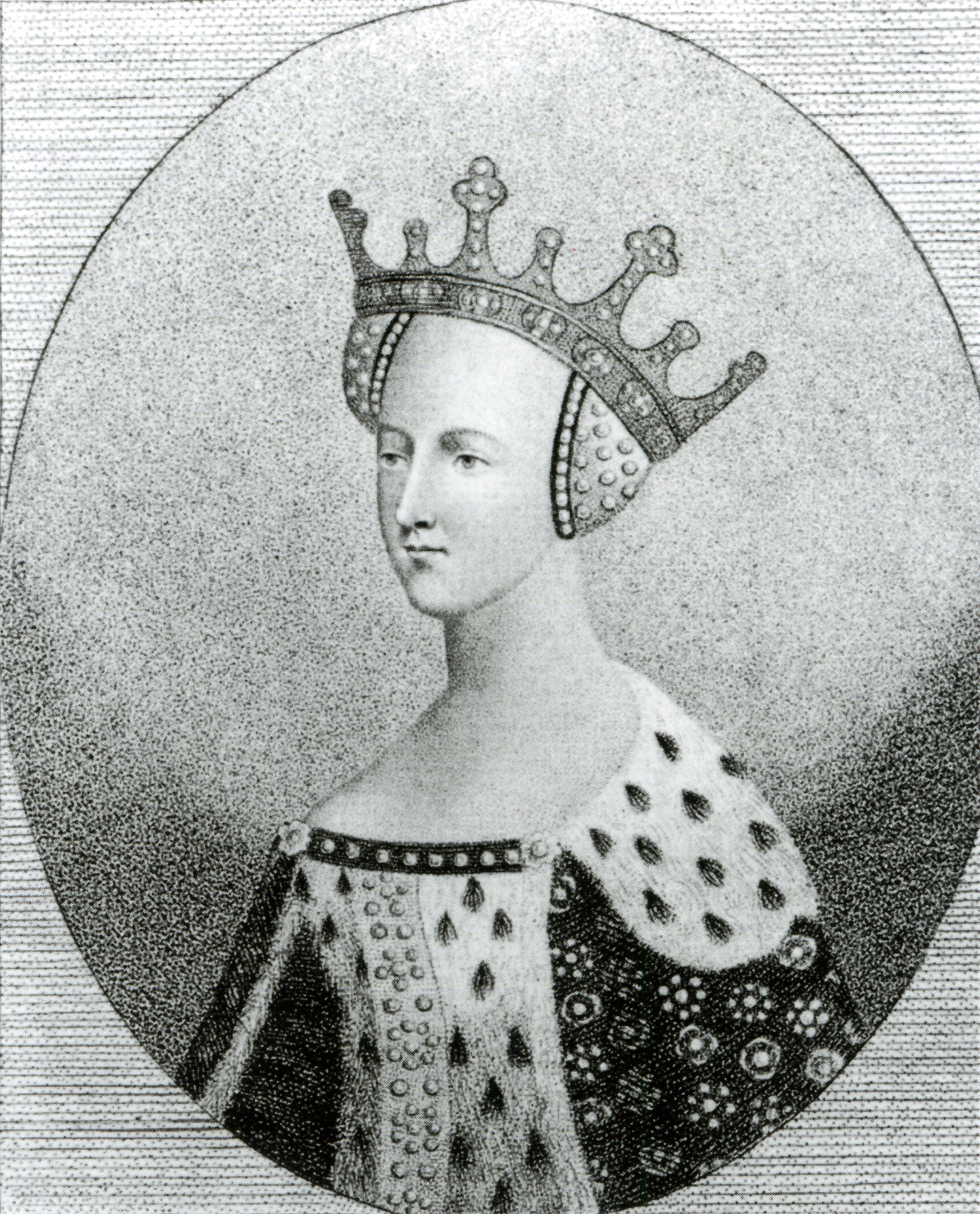
Catarina de Valois

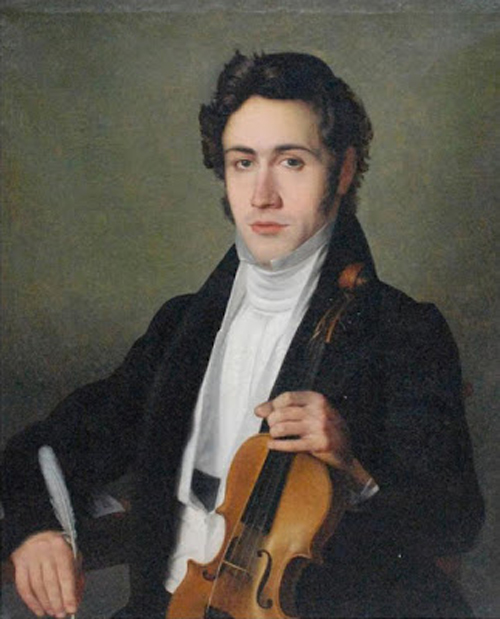
Niccolò Paganini

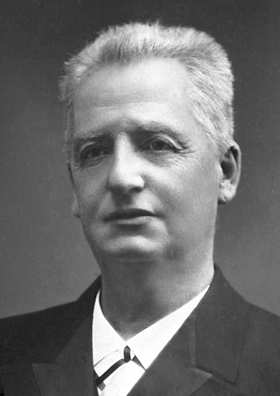
Klas Pontus Arnoldson

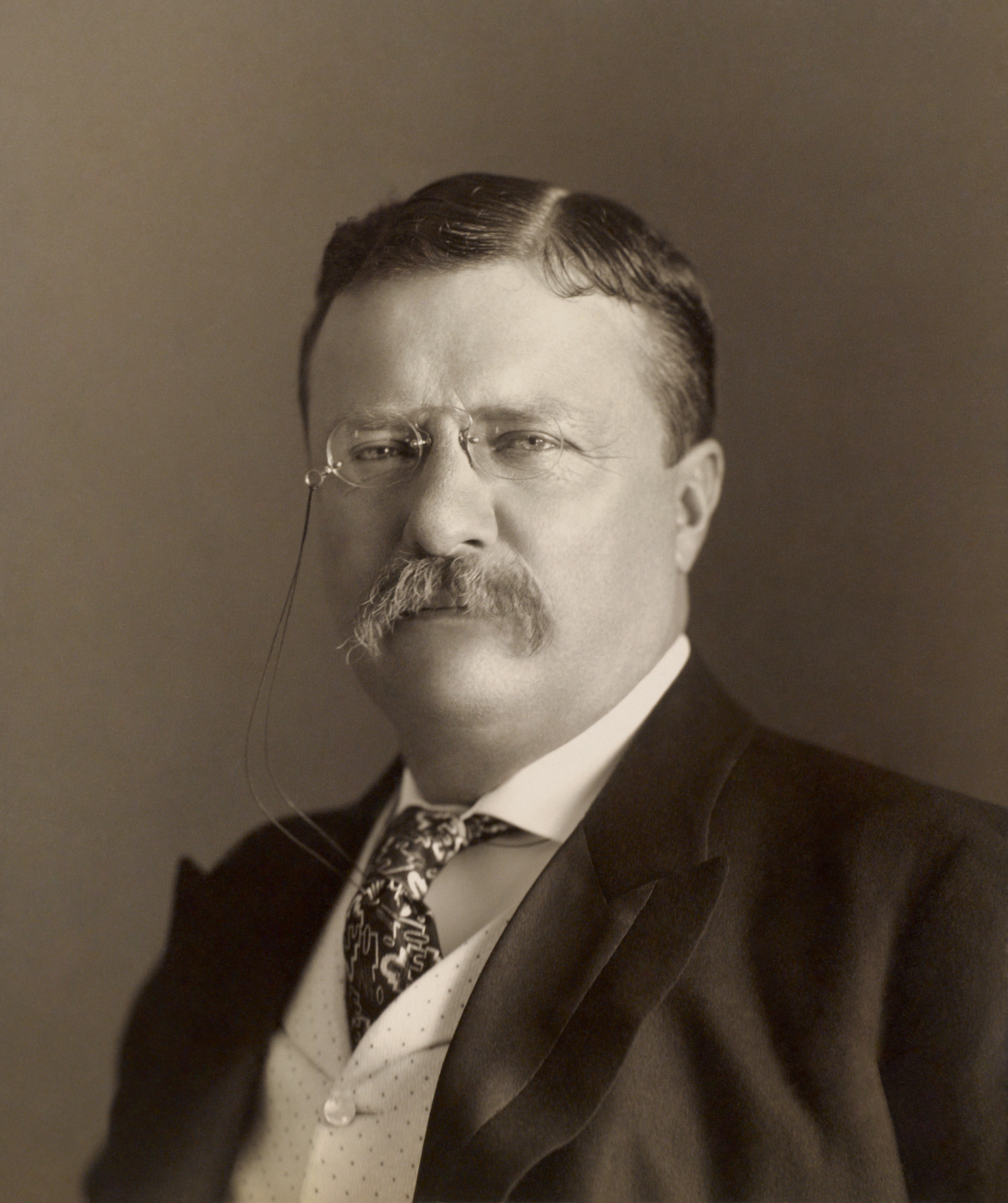
Theodore Roosevelt

Graciliano Ramos

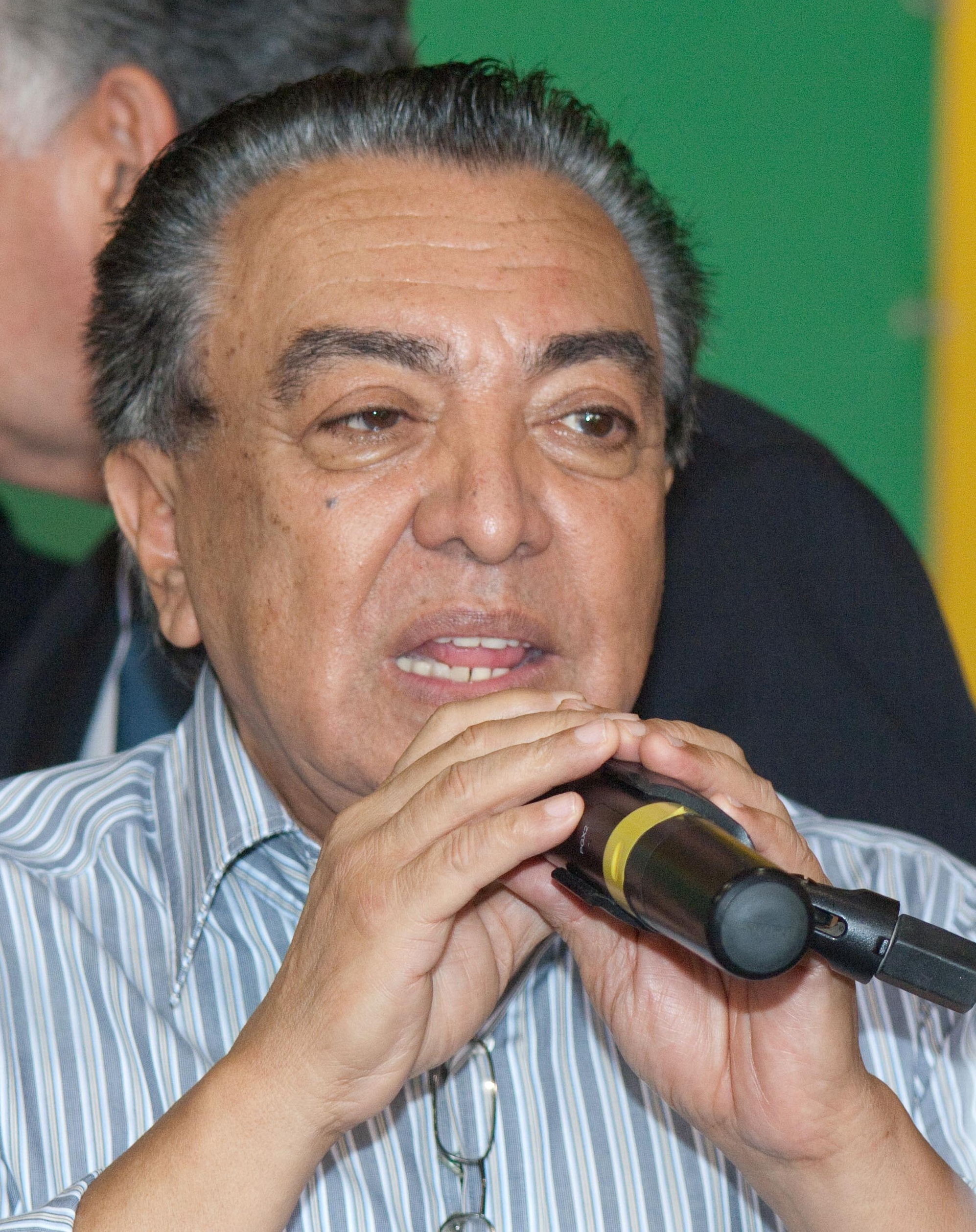
Mauricio de Sousa

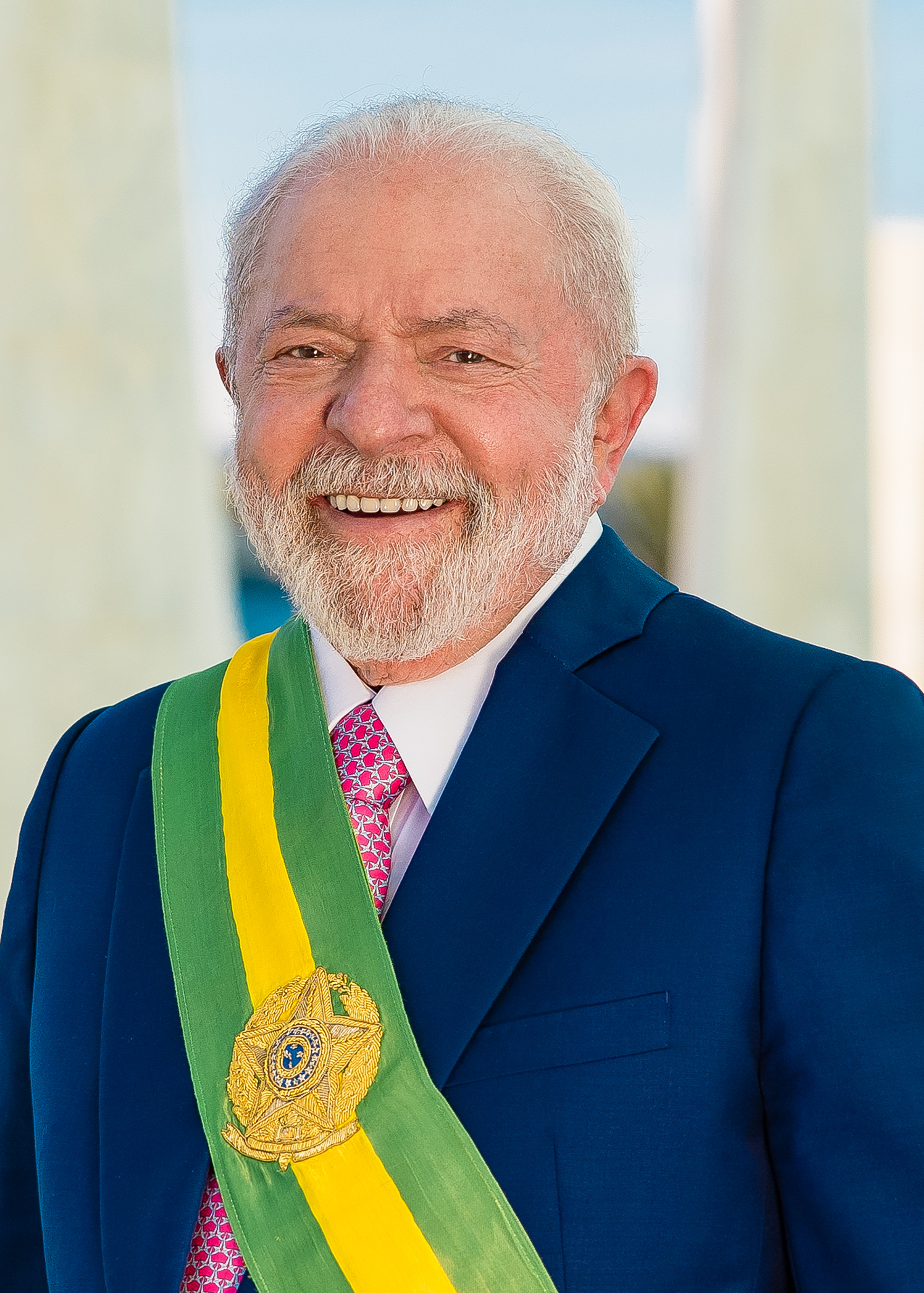
Luiz Inácio Lula da Silva

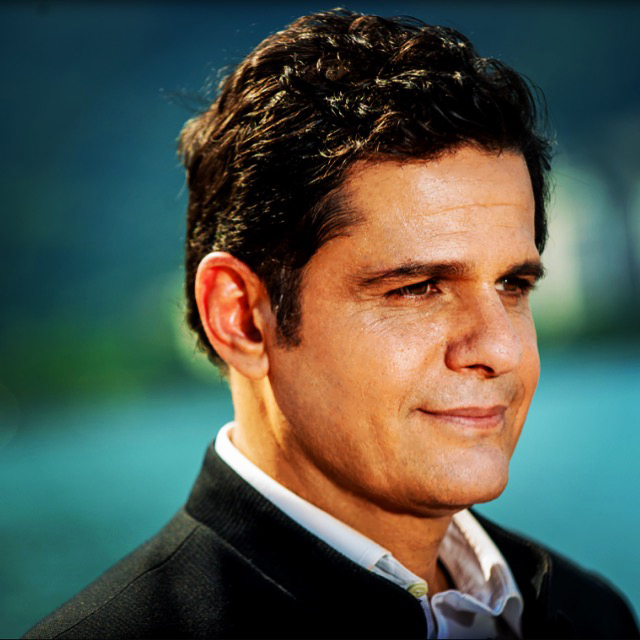
André Di Mauro

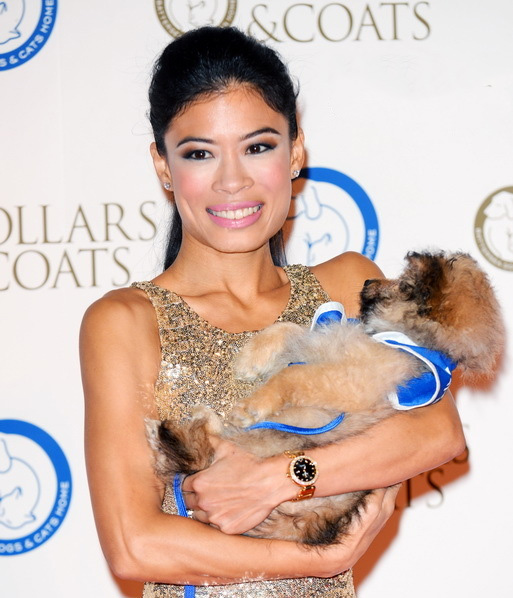
Vanessa-Mae

### Anteriores ao século XIX
- 1156 — Raimundo VI de Toulouse (m. 1222).
- 1401 — Catarina de Valois, rainha consorte da Inglaterra (m. 1437).
- 1595 — Ludovico Ludovisi, cardeal italiano (m. 1632).
- 1731 — Charlotte Cavendish, Marquesa de Hartington (m. 1754).
- 1763 — Caroline Agar-Ellis, Viscondessa Clifden (m. 1813).
- 1772 — Johann Christian Wilhelm Augusti, teólogo, arqueólogo e orientalista alemão (m. 1841).
- 1774 — Alexander Baring, político e financista britânico (m. 1848).
- 1782 — Niccolò Paganini, violinista e compositor italiano (m. 1840).

### Século XIX
- 1833 — Cándido Bareiro, político paraguaio (m. 1880).
- 1844 — Klas Pontus Arnoldson, escritor e jornalista sueco (m. 1916).
- 1858
  - Theodore Roosevelt, político americano (m. 1919).
  - Valdemar da Dinamarca (m. 1939).
- 1874 — Owen Young, economista norte-americano (m. 1962).
- 1891
  - Paul Grüninger, futebolista suíço (m. 1972).
  - Karl Braunsteiner, futebolista austríaco (m. 1916).
- 1892 — Graciliano Ramos, escritor brasileiro (m. 1953).

### Século XX

#### 1901—1950
- 1910 — Frederick de Cordova, cineasta e produtor de TV estadunidense (m. 2001).
- 1914 — Dylan Thomas, poeta britânico (m. 1953).
- 1915 — Harry Saltzman, produtor de cinema canadense (m. 1994)
- 1917 — Oliver Tambo, político sul-africano (m. 1993).
- 1920 — K. R. Narayanan, político indiano (m. 2005).
- 1922
  - Carlos Andrés Pérez, político venezuelano (m. 2010).
  - Michel Galabru, ator francês (m. 2016).
  - Juan Carlos Lorenzo, futebolista e treinador de futebol argentino (m. 2001).
- 1923 — Roy Lichtenstein, artista estado-unidense (m. 1997).
- 1924
  - Alfredo Ramos, futebolista e ex-treinador de futebol brasileiro (m. 2012).
  - Ruby Dee, atriz estado-unidense (m. 2014).
  - Renato Consorte, ator brasileiro (m. 2009).
- 1927 — Júlio Duarte Langa, religioso moçambicano.
- 1932
  - Jean-Pierre Cassel, ator francês (m. 2007).
  - Sylvia Plath, escritora estado-unidense (m. 1963).
- 1935 — Mauricio de Sousa, desenhista brasileiro.
- 1936 — Dave Charlton, automobilista sul-africano (m. 2013).
- 1937 — Pery Ribeiro, cantor brasileiro (m. 2012).
- 1939
  - John Cleese, ator britânico.
  - Jean Djorkaeff, ex-futebolista francês.
- 1944 — Jader Barbalho, político brasileiro.
- 1945 — Luiz Inácio Lula da Silva, ex-sindicalista e político brasileiro, 35.° e 39.º presidente do Brasil.
- 1946 — Ivan Reitman, cineasta tcheco-canadense (m. 2022).

#### 1951—2000
- 1952
  - Roberto Benigni, ator e cineasta italiano.
  - Serguei Naryshkin, político e empresário russo.
- 1956 — Joaquín Ventura, ex-futebolista salvadorenho.
- 1957 — Glenn Hoddle, treinador de futebol e ex-futebolista britânico.
- 1958 — Simon Le Bon, cantor e compositor britânico.
- 1959 — Brian Pockar, patinador artístico canadense (m. 1992).
- 1963 — Marcélia Cartaxo, atriz brasileira.
- 1964
  - Sérgio Lopes, cantor e compositor brasileiro.
  - Mary T. Meagher, ex-nadadora norte-americana.
  - André Di Mauro, ator brasileiro.
- 1967 — Scott Weiland, músico estado-unidense (m. 2015).
- 1969
  - Michael Tarnat, ex-futebolista alemão.
  - Peter O'Meara, ator irlandês.
- 1970
  - Karl Backman, pintor, guitarrista, cantor e compositor sueco.
  - Alain Boghossian, ex-futebolista francês.
- 1971
  - Jorge Soto, ex-futebolista peruano.
  - Theodoros Zagorakis, ex-futebolista grego.
- 1972 — Maria de Lurdes Mutola, atleta moçambicana.
- 1975 — Aron Ralston, alpinista e palestrante norte-americano.
- 1976 — Wilson Júnior, futebolista brasileiro.
- 1977 — Ricardo Chaves, futebolista português.
- 1978
  - Vanessa-Mae, violinista e esquiadora cingapuriana.
  - Fajardo, futebolista português.
- 1979 — Jorge Horacio Serna, futebolista colombiano.
- 1980
  - Hugo, futebolista brasileiro.
  - Tanel Padar, cantor estoniano.
- 1981 — Volkan Demirel, futebolista turco.
- 1982 — Patrick Fugit, ator estado-unidense.
- 1983
  - Gyselle Soares, atriz brasileira.
  - Marko Dević, futebolista sérvio-ucraniano.
- 1984
  - Júlio César Santos, futebolista brasileiro.
  - Kelly Osbourne, atriz e cantora britânica.
  - Danijel Subašić, futebolista croata.
- 1986
  - Andressa Fernandes, judoca brasileira.
  - Matty Pattison, futebolista sul-africano.
- 1987
  - Andrew Bynum, jogador de basquete estado-unidense.
  - Natacha Gachnang, automobilista suíça.
  - Thelma Aoyama, cantora japonesa.
  - Rodrigo Moledo, futebolista brasileiro.
- 1988 — Brady Ellison, arqueiro estadunidense.
- 1992 — Stephan El Shaarawy, futebolista italiano.
- 1993 — Troy Gentile, ator norte-americano.
- 1994 — Kurt Zouma, futebolista francês.
- 1996 — Nadiem Amiri, futebolista alemão.
- 1998 — Dayot Upamecano, futebolista francês.
- 2000 — Laura Amaro, halterofilista brasileira.

## Mortes

### Anteriores ao século XIX
- 0939 — Etelstano, rei inglês (n. 895).
- 1272 — Hugo IV, Duque da Borgonha (n. 1213).
- 1303 — Beatriz de Castela (n. 1242).
- 1312 — João II de Brabante (n. 1275).
- 1327 — Isabel de Burgh, rainha da Escócia (n. 1289).
- 1329 — Matilde de Artésia (n. 1268).
- 1331 — Abulféda, historiador e geógrafo árabe (n. 1273).
- 1439 — Alberto II da Germânia (n. 1397).
- 1449 — Ulugue Begue, sultão, matemático e astrônomo persa (n. 1394).
- 1485 — Rodolfo Agrícola, filósofo, poeta e educador neerlandês (n. 1444).
- 1505 — Ivã III de Moscou (n. 1440).
- 1553 — Miguel Servet, médico e teólogo espanhol (n. 1511).
- 1561 — Lope de Aguirre, explorador espanhol (n. 1510).
- 1573 — Laurentius Petri, arcebispo sueco (n. 1499).
- 1605 — Aquebar, imperador mogol (n. 1542).
- 1613 — Gabriel I Báthory, príncipe da Transilvânia (n. 1589).
- 1674 — Hallgrímur Pétursson, clérigo e poeta islandês (n. 1614).
- 1675 — Gilles Personne de Roberval, matemático e físico francês (n. 1602).

### Século XIX
- 1816 — Santō Kyōden, poeta e pintor japonês (n. 1761).
- 1845 — Jean Charles Athanase Peltier, físico francês (n. 1785).
- 1846 — Louis Auguste Victor de Ghaisne de Bourmont, militar e político francês (n. 1773).
- 1858 — Ida Pfeiffer, exploradora e escritora austríaca (n. 1797).

### Século XX
- 1964 — Rudolph Maté, cinegrafista e cineasta polonês (n. 1898).
- 1968 — Lise Meitner, física austríaca (n. 1878).
- 1972 — Esther Nunes Bibas, escritora brasileira (n. 1888).
- 1990
  - Ugo Tognazzi, ator e roteirista italiano (n. 1922).
  - Xavier Cugat, cantor estado-unidense (n. 1900).
- 1992 — David Bohm, físico quântico norte-americano (n. 1917).
- 1999 — Robert L. Mills, físico americano (n. 1927).
- 2000 — Lída Baarová, atriz checa (n. 1914).

### Século XXI
- 2001 — Sophie Tatischeff, diretora de filmes francesa (n. 1946).
- 2004 — Paulo Sérgio Oliveira da Silva, futebolista brasileiro (n. 1974).
- 2006 — Bradley Roland Will, anarquista, documentarista e jornalista estadunidense (n. 1970).
- 2007 — Raffaele Rossi, cineasta e roteirista ítalo-brasileiro (n. 1938).
- 2010 — Néstor Kirchner, político argentino (n. 1950).
- 2011 — Luiz Mendes, jornalista e radialista brasileiro (n. 1924).
- 2012 — Regina Dourado, atriz brasileira (n. 1953).
- 2013 — Lou Reed, cantor norte-americano (n. 1942).
- 2014 — Bob Kenney, basquetebolista estadunidense (n. 1931).
- 2015 — Ada Chaseliov, atriz brasileira (n. 1952).
- 2018 — Daniel Corrêa, futebolista brasileiro (n. 1994)
- 2019 — Jorge Fernando, diretor brasileiro (n. 1955).

## Feriados e eventos cíclicos

### Portugal
- Feriado municipal em Lagos

### Brasil
- Aniversário do município de Mombaça - Ceará
- Aniversário do município de Quixadá - Ceará
- Aniversário do município de Nova Alvorada do Sul - Mato Grosso do Sul
- Aniversário do município de Afonso Bezerra - Rio Grande do Norte
- Aniversário do município de Macaíba - Rio Grande do Norte
- Aniversário do município de Mairinque, São Paulo
- Feriado municipal em Ilha Comprida - São Paulo
- Dia do Engenheiro Agrícola
- Dia Nacional de Luta pelos Direitos das Pessoas com Doenças Falciformes
- Dia Nacional de Mobilização Pró-Saúde da População Negra

### Cristianismo
- Abão de Magheranoidhe.
- Elesbão de Axum.
- Frumêncio.
- Gonçalo de Lagos.

## Outros calendários
- No calendário romano era o 6.º dia (VI) antes das calendas de novembro.
- No calendário litúrgico tem a letra dominical F para o dia da semana.
- No calendário gregoriano a epacta do dia é xxvi.